# Hans-Jörg Brückner
Hans-Jörg Brückner (* 31. Juli 1970) ist ein ehemaliger deutscher Fußballspieler. 

## Karriere
Der Mittelfeldspieler wechselte im Jahre 1990 zum damaligen Oberligisten Arminia Bielefeld, für die er in 58 Spielen sieben Tore erzielte. Im Jahre 1992 wechselte er zum Zweitligisten SV Meppen. Dort war er in der ersten Saison Stammspieler und wurde danach nur noch gelegentlich eingesetzt. Bis 1995 absolvierte er 50 Zweitligaspiele und erzielte zwei Tore für die Emsländer, ehe er zum Regionalligisten TuS Paderborn-Neuhaus wechselte. Im Jahre 1998 beendete er seine Karriere. 
In späteren Jahren war Hans-Jörg Brückner Juniorentrainer und Nachwuchskoordinator beim SC Paderborn 07.
Heutzutage ist er beim Paderborner Fußballverein DJK Mastbruch als Co-Trainer der Herrenmannschaften tätig.